# 内川 (横須賀市)
内川（うちかわ）は神奈川県横須賀市の町名。現行行政地名は内川一丁目及び内川二丁目。全域が住居表示実施区域。面積は0.439km2。

## 概要
平作川沿いの平坦な土地である。町内のほとんどが工業団地のため住民は少ない。

## 沿革
- 1978年（昭和53年）3月1日 - 住居表示を施行し、内川が誕生する[5]。

## 世帯数と人口
2023年（令和5年）4月1日現在（横須賀市発表）の世帯数と人口は以下の通りである。なお、二丁目の人口はごく僅かなため、全域の人口のみとする。
| 町丁 | 世帯数 | 人口 |
| ---- | ------ | ---- |
| 内川 | 40世帯 | 95人 |

### 人口の変遷
国勢調査による人口の推移。
| 年                 | 人口 |
| ------------------ | ---- |
| 1995年（平成7年）  | 120  |
| 2000年（平成12年） | 89   |
| 2005年（平成17年） | 75   |
| 2010年（平成22年） | 92   |
| 2015年（平成27年） | 103  |
| 2020年（令和2年）  | 91   |

### 世帯数の変遷
国勢調査による世帯数の推移。
| 年                 | 世帯数 |
| ------------------ | ------ |
| 1995年（平成7年）  | 40     |
| 2000年（平成12年） | 29     |
| 2005年（平成17年） | 26     |
| 2010年（平成22年） | 31     |
| 2015年（平成27年） | 42     |
| 2020年（令和2年）  | 36     |

## 学区
市立小・中学校に通う場合、学区は以下の通りとなる（2022年3月時点）。
| 丁目       | 番・番地等 | 小学校                 | 中学校                 |
| ---------- | ---------- | ---------------------- | ---------------------- |
| 内川一丁目 | 全域       | 横須賀市立大矢部小学校 | 横須賀市立久里浜中学校 |
| 内川二丁目 | 全域       | 横須賀市立明浜小学校   | 横須賀市立久里浜中学校 |

## 事業所
2021年（令和3年）現在の経済センサス調査による事業所数と従業員数は以下の通りである。
| 丁目       | 事業所数  | 従業員数 |
| ---------- | --------- | -------- |
| 内川一丁目 | 105事業所 | 1,642人  |
| 内川二丁目 | 44事業所  | 756人    |
| 計         | 149事業所 | 2,398人  |

### 事業者数の変遷
経済センサスによる事業所数の推移。
| 年                 | 事業者数 |
| ------------------ | -------- |
| 2016年（平成28年） | 158      |
| 2021年（令和3年）  | 149      |

### 従業員数の変遷
経済センサスによる従業員数の推移。
| 年                 | 従業員数 |
| ------------------ | -------- |
| 2016年（平成28年） | 2,423    |
| 2021年（令和3年）  | 2,398    |

## 主な施設
- グローバル・ニュークリア・フュエル・ジャパン
- 京浜産業久里浜工場
- 横バス観光本社
- 横浜製機
- 横須賀工業振興協同組合
- 関東化成工業
  - 内川第一工場
  - 内川第二工場
  - 内川第三工場
- 川本重工横須賀工場
- セントラル石油瓦斯横須賀支店
- 中央セントラルガス横須賀営業所

## 交通

### 鉄道
町内を通過する鉄道は存在しない。最寄り駅はJR横須賀線の久里浜駅または京急久里浜線の北久里浜駅となる。

### バス
京浜急行バスが乗り入れている。

## その他

### 日本郵便
- 郵便番号 : 239-0836[2]（集配局 : 久里浜郵便局[15]）。